# 沼田町夜高あんどん祭り

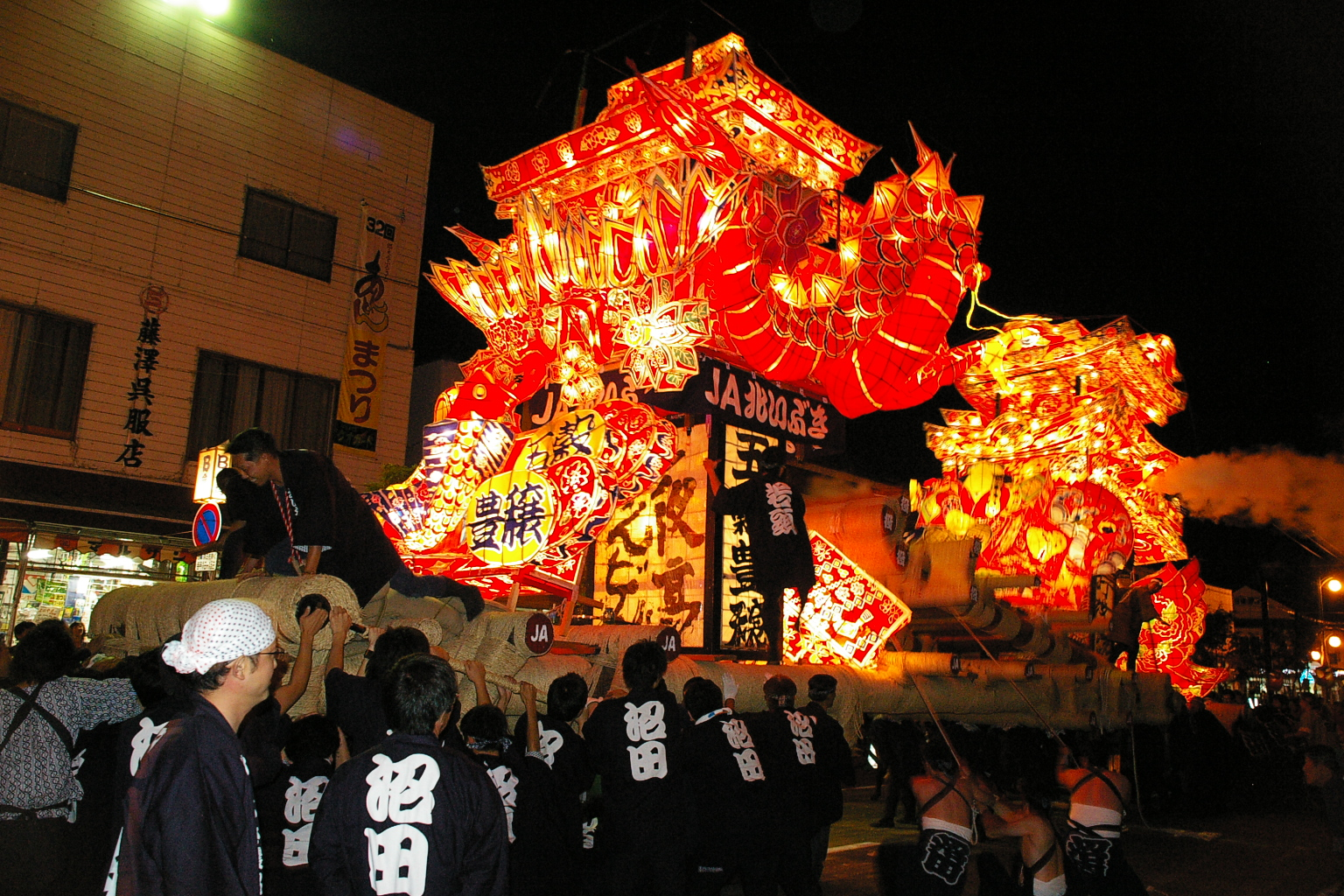
沼田町夜高あんどん祭り

沼田町夜高あんどん祭り（ぬまたちょうようたかあんどんまつり）は、北海道空知総合振興局沼田町で毎年8月第4金曜日と土曜日の2日間行われる祭り。北海道三大行燈祭りの一つである。

## 歴史
沼田町は富山県の新西嶋村（現 小矢部市新西）出身の沼田喜三郎らが開拓したことから、現町名になった町である。それが縁で1977年（昭和52年）に沼田町の住民9人が小矢部市の津沢地区で行われている津沢夜高あんどん祭を見に行き、ぜひこの祭りを沼田町でも行いたいと願い出て、津沢地区の人達を招へいし指導を受け、同年9月9日、10日に2基の行燈で第一回のあんどん祭りを開催し、2004年（平成16年）より現在の日程となり続いている。なお津沢地区は新西嶋村など近隣の村などが合併し津沢町となり、その後砺中町をへて小矢部市の一部となったもので、沼田喜三郎の出身地である新西嶋村は現在も新西として津沢夜高あんどん祭りに参加している。

## 概要
山車、田楽（でんがく、蓮楽（れんがく）ともいわれる）、吊り行燈（吊り物）を組合せた高さ約7m、長さ約12m、幅3mの大行燈、小行燈合わせて20数基の夜高行燈が両日街を練り回し、夜にはぶつかり合い（喧嘩行燈）が行われる。また夜高行燈、吊り行燈の出来を競い合う夜高あんどんコンテストが行われる。
両日夜には大行燈のぶつかり合い（喧嘩行燈）が行われる。対峙した2基の大行燈が大きな音を立てぶつかり合い相手の夜高行燈前方に吊るされた吊り行燈を潰し合うもので、何度も他のチームと戦うため、吊り行燈は15個以上用意されている。

## 夜高行燈
夜高行燈は、そり状の小さな車輪が付いている摺木（ずりき）といわれる台車に煉り廻すための台棒といわれる太い丸太を井桁に組む。摺木（ずりき）の中心には心棒を刺し、その心棒には下側から御神燈と書かれた田楽（でんがく）といわれる長方形の立方体の行燈、その前後に吊り行燈（吊り物）といわれる行燈、その上に傘に水引幕を張った傘鉾（かさぼこ）、そして最上部には山車といわれる御所車や神輿、舟形を模った行燈がのせられている。田楽、吊り行燈、山車は、4月ごろから木枠や竹枠を用い立体的に形を作り、和紙に色とりどりの彩色を施し最後に蝋引きを施し貼る。夜になり中に火が燈るとよりいっそう山車や吊り行燈が鮮やかに立体的に浮かびあがる。また龍などの動物の目が光ったり、口から煙（炭酸ガス）などを噴射する。
町南部にある沼田町夜高会館（入館無料）では夜高あんどんが多数展示されている（12月〜翌年4月まで休館）。